# Aeropuerto de Barreiras
Aeropuerto de Barreiras (IATA: BRA, OACI: SNBR), es el aeropuerto que da servicio a Barreiras, Brasil.

## Historia
El aeropuerto fue inaugurado en 1940 y sirvió como escala técnica estratégica en la ruta Río de Janeiro - Miami , permitiendo vuelos más rápidos en comparación con los operados por la costa. Además, debido a la existencia de un río y un ferrocarril, el combustible se transportaba fácilmente al sitio. Durante la Segunda Guerra Mundial, el aeropuerto se convirtió en una Base de la Fuerza Aérea de los Estados Unidos , pero después de 1945 volvió a su vocación civil original.

## Airlines and destinations
| Aerolíneas              | Destinos                    |
| ----------------------- | --------------------------- |
| Azul Brazilian Airlines | Belo Horizonte–Confins      |
| Gol Linhas Aéreas       | Brasília, Salvador da Bahia |
| Japan Airlines          | Tokio                       |

## Acceso
El aeropuerto está ubicado a 14 km (9 millas) del centro de Barreiras.